# زن در حال خشک کردن خود پس از حمام

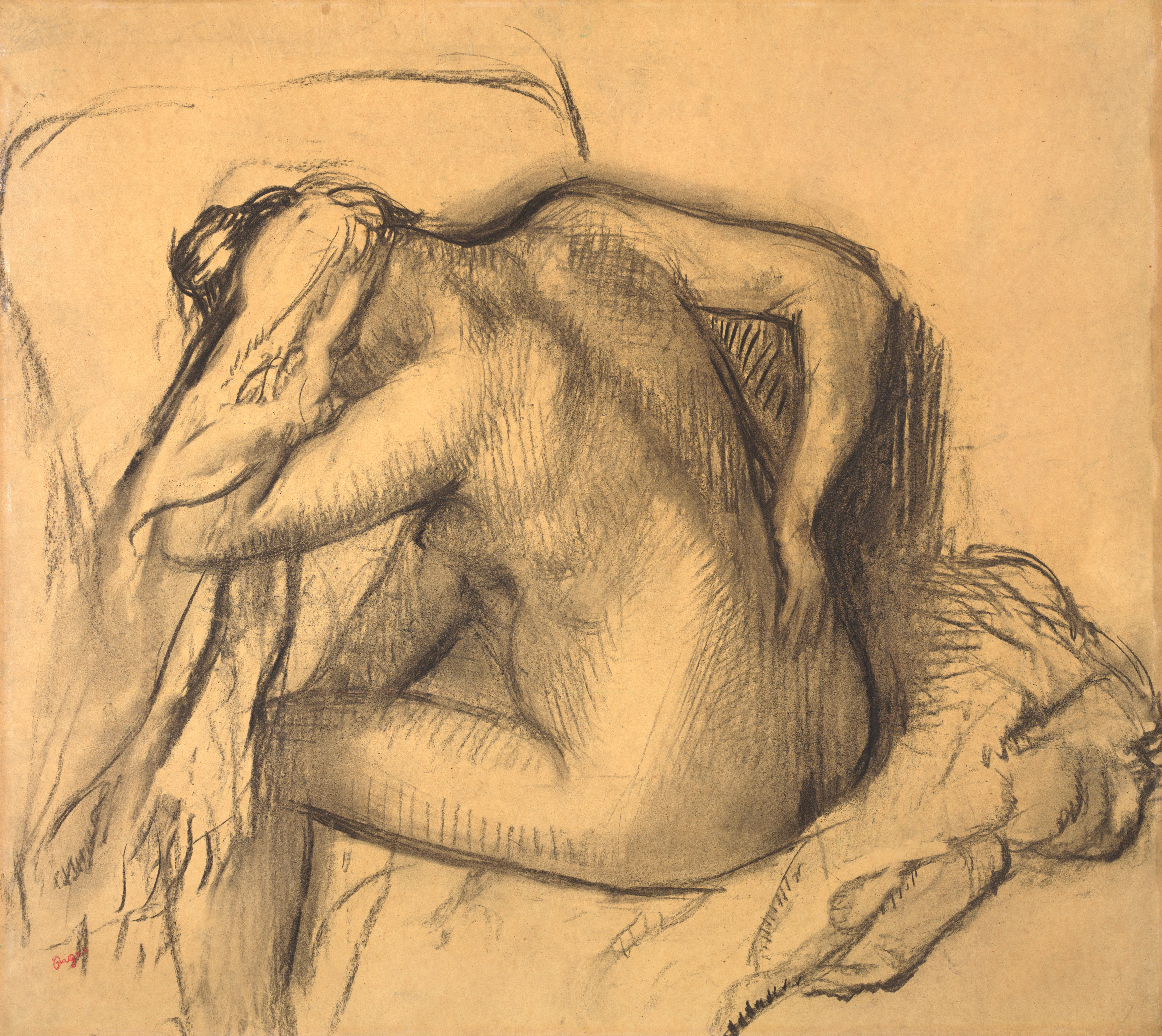
پس از حمام، زن در حال خشک کردن موی خود

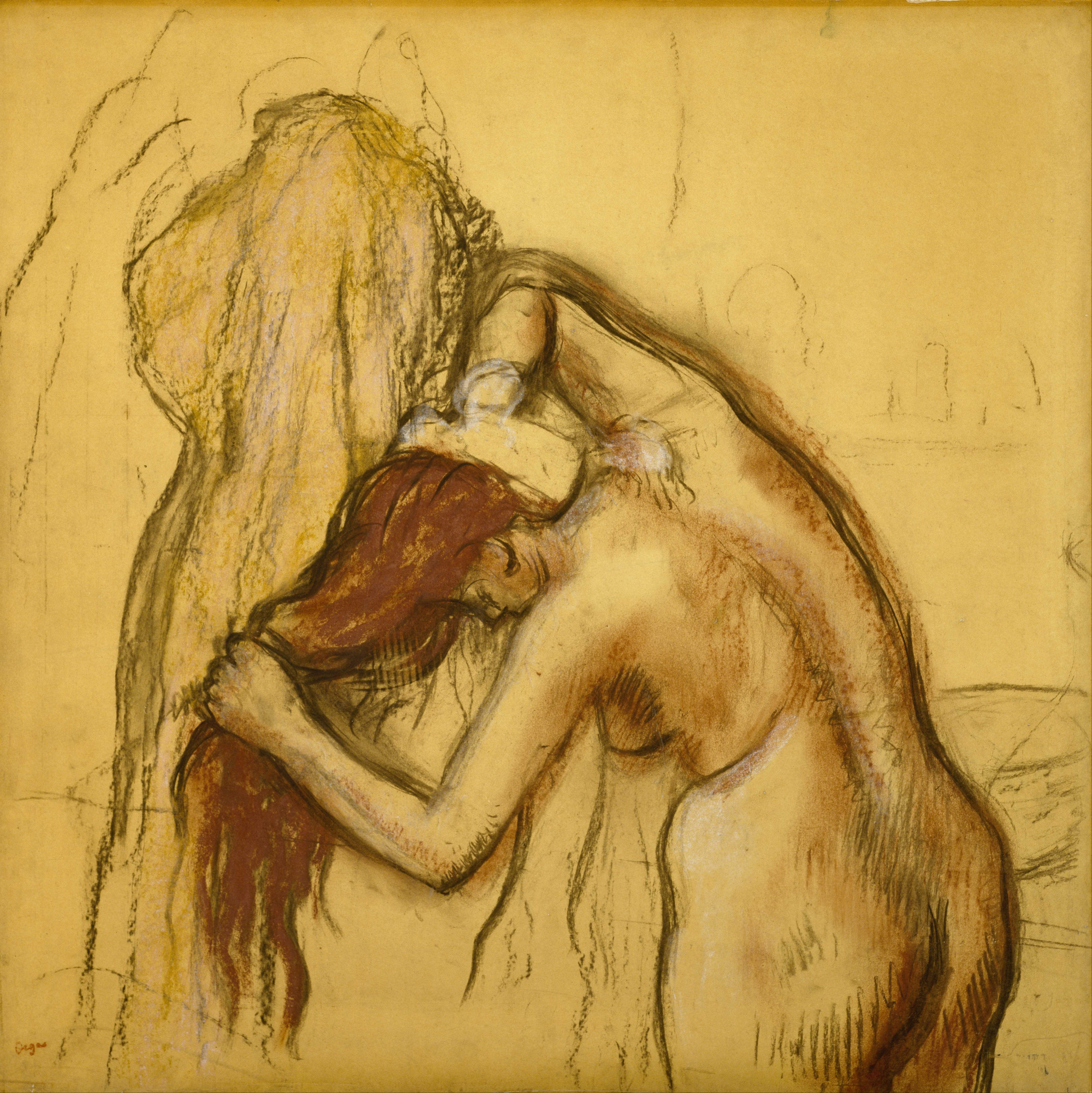
زن در حال خشک کردن خود

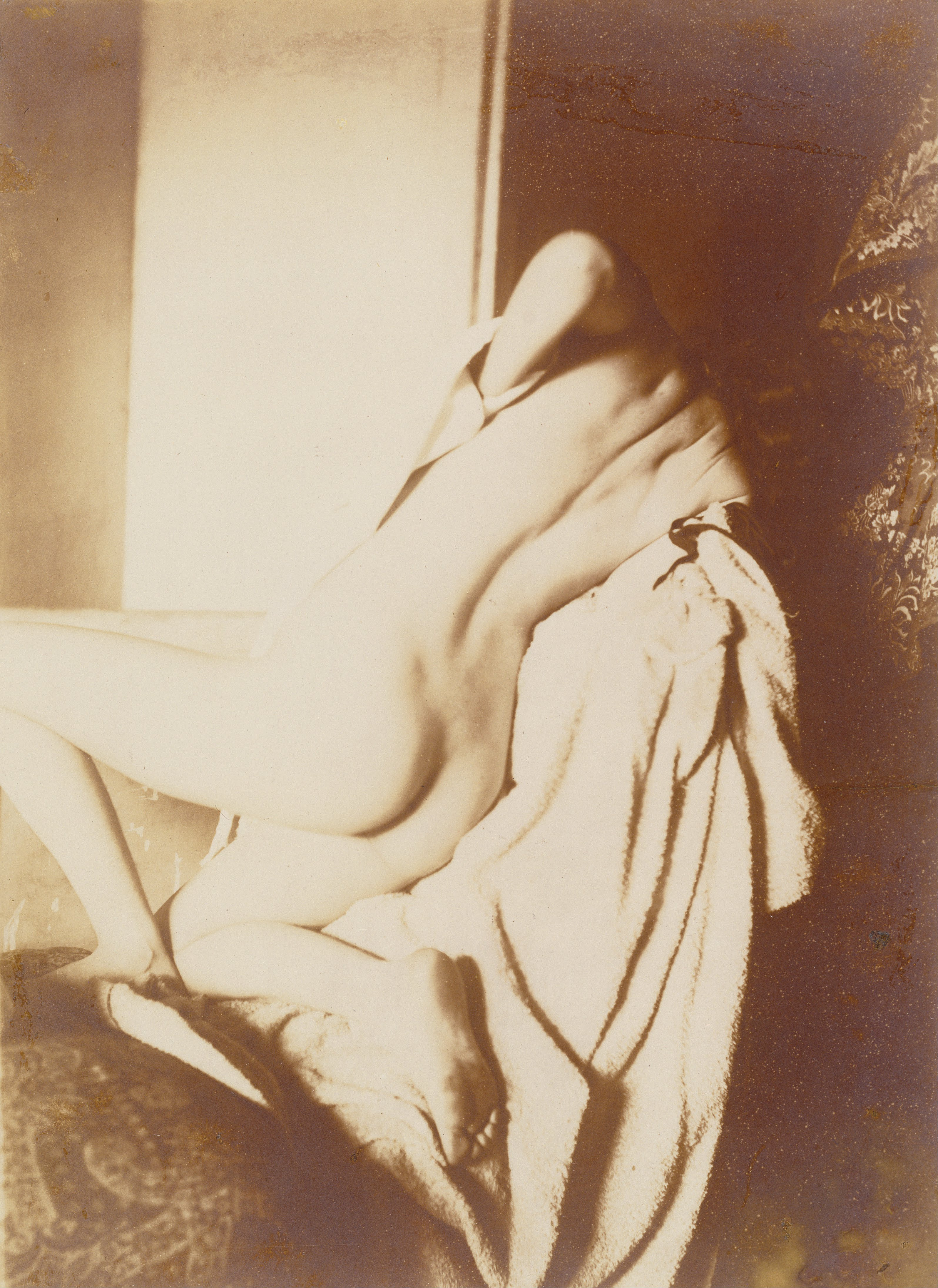
پس از حمام، زن در حال خشک کردن پشت خود (۱۸۹۶) (The J. Paul Getty Museum)

زن در حال خشک کردن خود پس از حمام (انگلیسی: After the Bath, Woman Drying Herself) یک طرح پاستل از ادگار دگا نقاش فرانسوی است که بین سال‌های ۱۸۹۰ تا ۱۸۹۵ کشیده شد و بخشی از مجموعه‌طرح‌هایی‌ست که او با مضمون زنان حمام‌کننده کشیده‌است.

## نگارخانه

دیگر نقاشی‌ها با وضعیت‌های مشابه
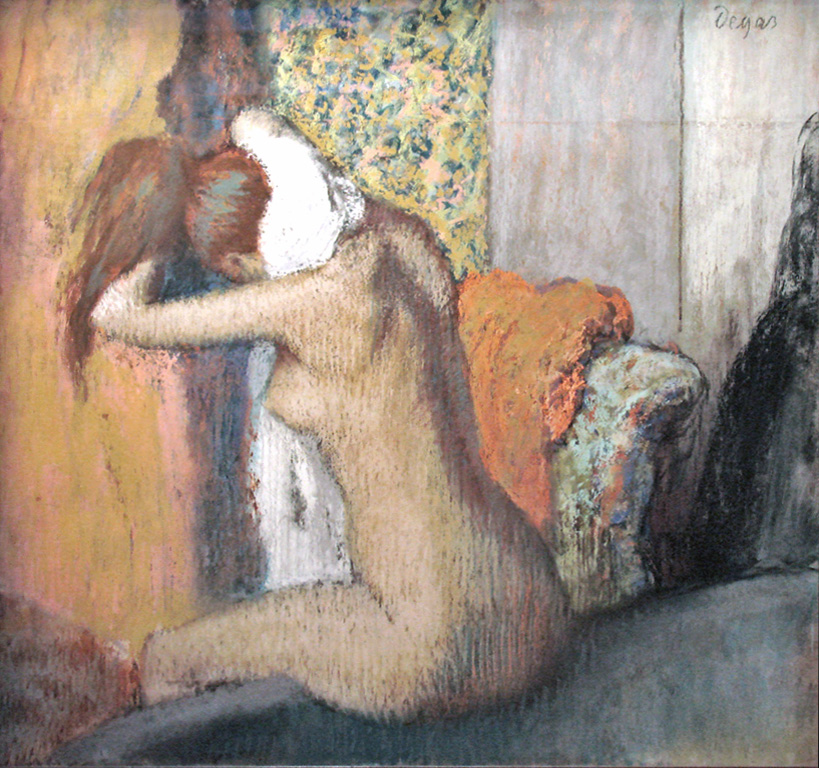
پس از حمام، زن در حال خشک کردن گردن خود (۹۸–۱۸۹۵) (Musée d'Orsay, Paris)
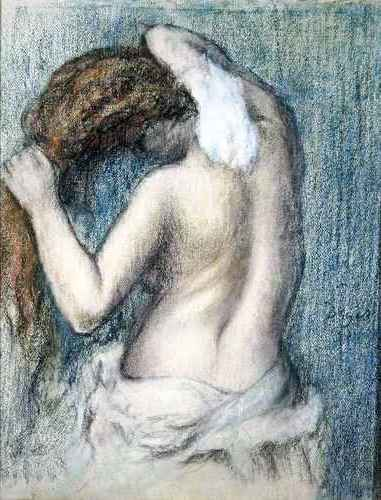
شستشوی زن
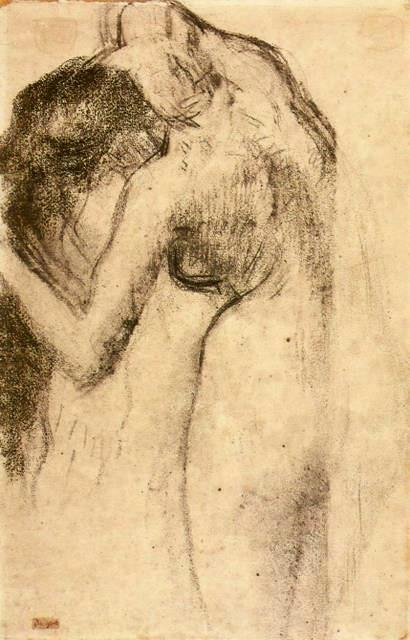
برهنه
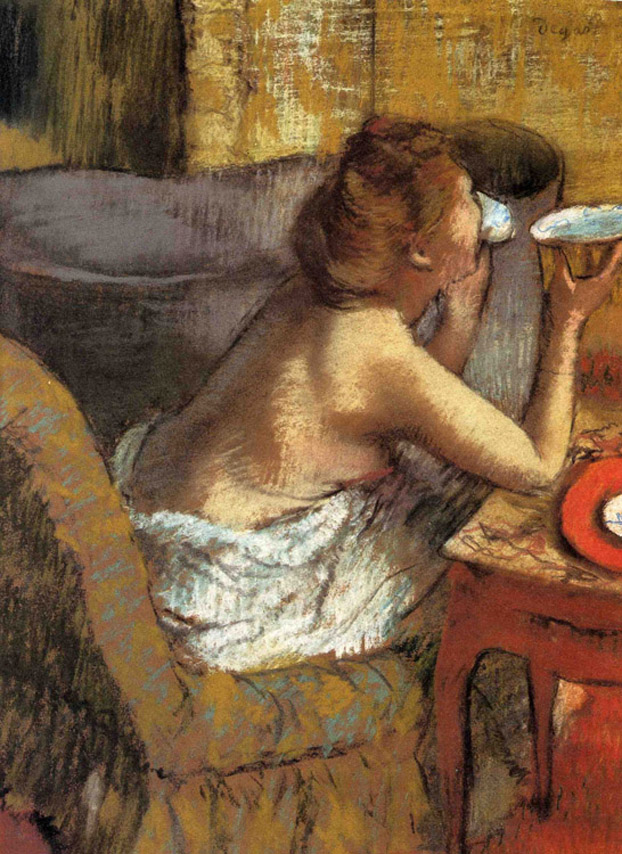
صبحانه پس از حمام
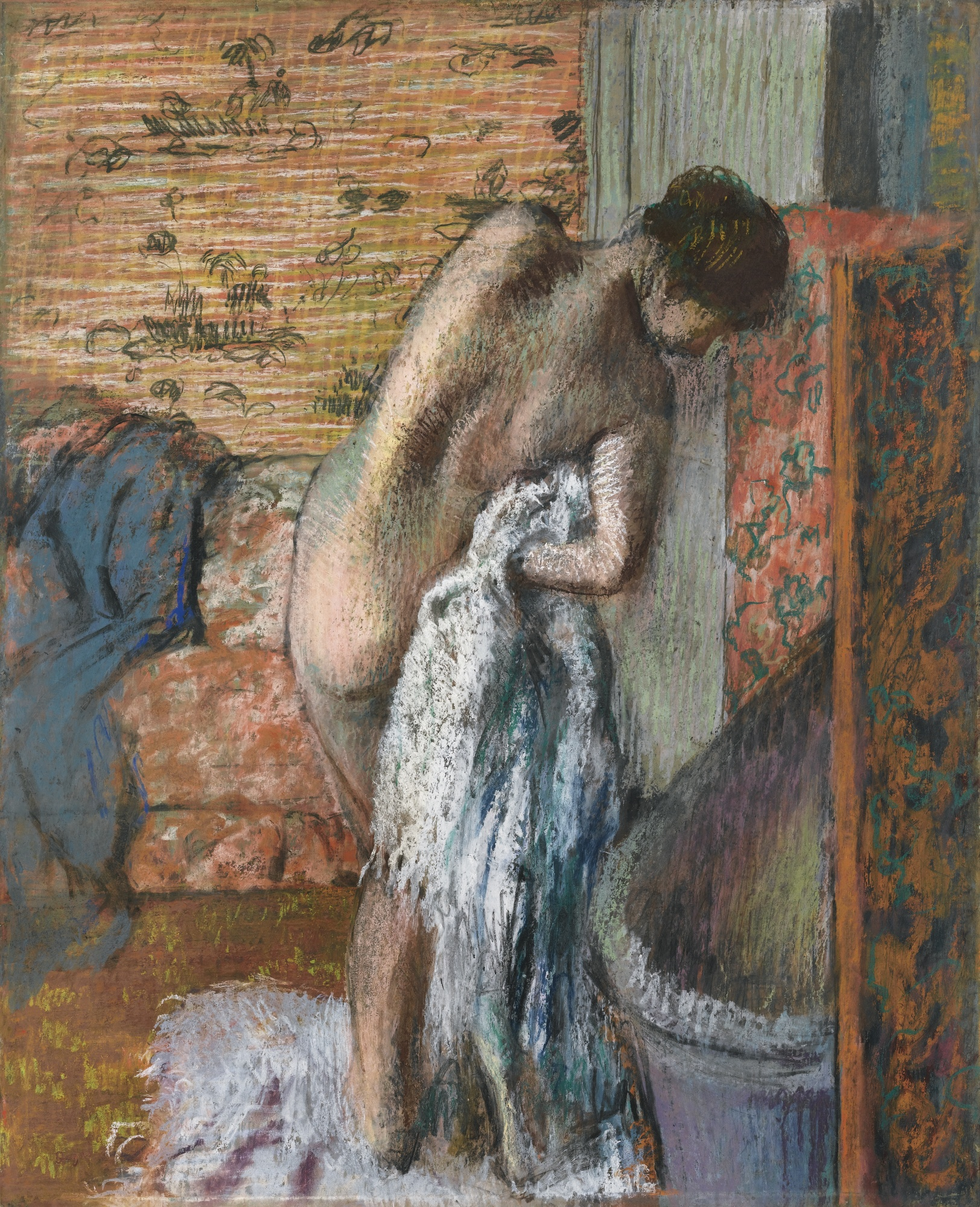
پس از حمام, پاستل
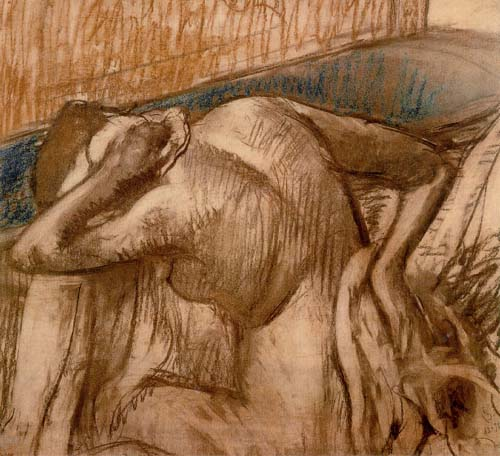
پس از حمام, طرحی با پاستل و زغال چوب روی کاغذ.